# 米兰·霍贾

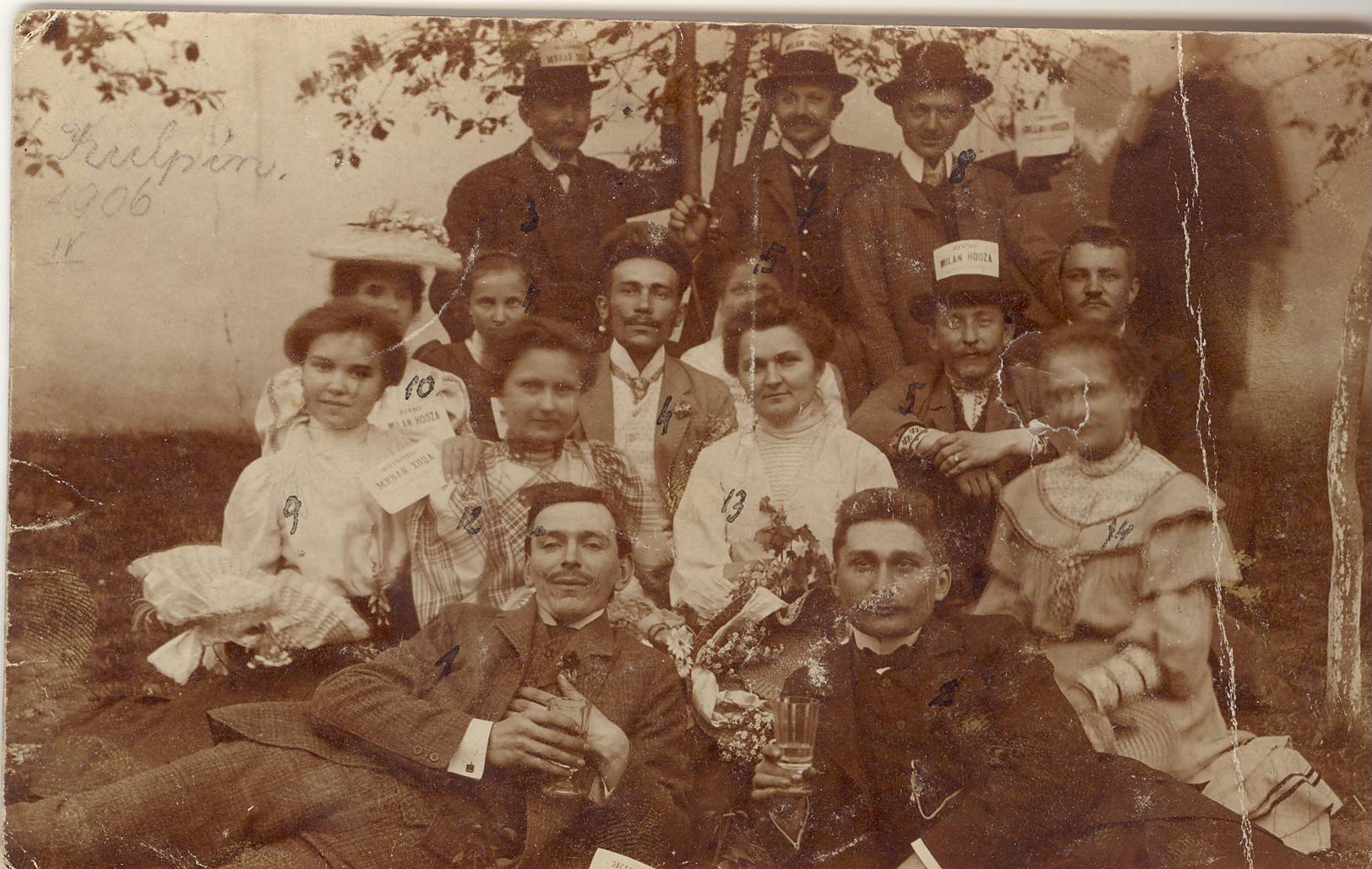
米兰·霍查和他的支持者（1906年）

米兰·霍贾（捷克語：Milan Hodža，1878年2月1日—1944年6月27日）是捷克斯洛伐克政治家、记者，1935年至1938年期间担任捷克斯洛伐克总理，后因慕尼黑危机而与爱德华·贝奈斯总统双双辞职流亡。他作为“区域一体化”的倡导者，1930年代以试图建立中欧民主国家联邦而闻名。